# Valerij Fokin
Valerij Fokin (russisk: Вале́рий Влади́мирович Фо́кин) (født 28. februar 1946 i Moskva i Sovjetunionen) er en russisk filminstruktør og skuespiller.

## Filmografi
- Prevrasjtsjenije (Превращение, 2002)[2][3]